# 1902 في إسبانيا
فيما يلي قوائم الأحداث التي وقعت خلال عام 1902 في إسبانيا.

## سياسة

### تعيين في المنصب
- 19 مارس – خوسيه كناليخاس .
- 1 نوفمبر – سيجسموندو موريت ministro de Gobernación  [لغات أخرى]‏.
- 6 ديسمبر – أنطونيو مورا ministro de Gobernación  [لغات أخرى]‏.
- 6 ديسمبر – رايموندو فرنانديز فيلافيردي وزير المالية  [لغات أخرى]‏.
- 6 ديسمبر – فرانسيسكو سيلفيلا President of the Council of Ministers ‏.

### انتهاء فترة المنصب
- 31 مايو – خوسيه كناليخاس .
- 1 ديسمبر – سيجسموندو موريت ministro de Gobernación  [لغات أخرى]‏.
- 6 ديسمبر – ألفارو دي فيجويرا وتورس minister of Public Instruction and Fine Arts ‏.

## رياضة
- 1 يناير – كأس التتويج 1902 الفائز بزكايا (فريق كرة قدم).

## ظهور
- 1 مارس – تيليغراما ديل ريف

## مواليد

### فبراير
- 2 فبراير – جوسيب ساميتيير لاعب كرة قدم.

### ديسمبر
- 16 ديسمبر – رافائيل ألبرتي شاعر إسباني.

## وفيات

### أبريل
- 17 أبريل – فرانسيس (مواليد 1822)